# Johann Christian Hoffmann
Johann Christian Hoffmann  (getauft 2. Mai 1683 in Leipzig; † 1. Februar 1750 ebenda) war ein deutscher Geigen- und Lautenbauer.

## Leben
Er war ältester Sohn und Schüler des Geigenbauers Martin Hoffmann (1654–1719). Sein Bruder war Christian Gottlieb Hoffmann (1691–1735). Seit spätestens 1712 ist er als Königlich Polnischer und Kurfürstlich Sächsischer Hofinstrumentenmacher nachzuweisen und lieferte Musikinstrumente für die Dresdner Kapelle. Er lebte in Leipzig, wo er 1722 das Bürgerrecht erhielt. Er war einer der besten deutschen Instrumentenbaumeister seiner Zeit. Neben vortrefflichen Lauten hinterließ er zahlreiche erstklassige Streichinstrumente. Im Inventar der Köthener Hofkapelle wurden vier Violinen, zwei Violoncelli und ein Kontrabass aus der Schaffensperiode zwischen 1715 und 1732 aufgelistet.
Um 1724 baute er auf Anregung und nach den Vorstellungen seines Freundes Johann Sebastian Bach die erste Viola pomposa. Bach beauftragte ihn 1734 mit der Instandhaltung der Instrumente für die Leipziger Thomas- und Nikolaikirche. In seinem Testament von 1748 vermachte Hoffmann Bach eine Viola pomposa.
Von seinen Instrumenten haben sich etwa 40 Stück erhalten, einige zeigen das Museum für Musikinstrumente der Universität Leipzig sowie das Germanische Nationalmuseum Nürnberg in den Ausstellungen.